# Phoradendron palaephyllum
Phoradendron palaephyllum är en sandelträdsväxtart som beskrevs av Kuijt. Phoradendron palaephyllum ingår i släktet Phoradendron och familjen sandelträdsväxter. Inga underarter finns listade i Catalogue of Life.